# Stephan Wahle
Stephan Wahle (* 1974) ist ein deutscher römisch-katholischer Theologe. Er ist Inhaber des Lehrstuhls für Liturgiewissenschaft an der Theologischen Fakultät Paderborn.

## Leben
Wahle studierte von 1995 bis 2002 katholische Theologie und Philosophie an der Universität Bonn (Diplom in Katholischer Theologie, 1. Staatsexamen für die Fächer Katholische Religionslehre und Philosophie (SEK 1 + 2)). Von 2001 bis 2002 war er wissenschaftliche Hilfskraft am Seminar für Liturgiewissenschaft der Katholisch-Theologischen Fakultät an der Universität Bonn bei Albert Gerhards. Von 2002 bis 2003 war er wissenschaftlicher Mitarbeiter am Sonderforschungsbereich 534 Judentum – Christentum. Konstituierung und Differenzierung in Antike und Gegenwart und Mitarbeiter am Teilprojekt Christliche Liturgie im Differenzierungsprozess von Judentum und Christentum. Von 2004 bis 2006 war er wissenschaftlicher Mitarbeiter am Seminar für Liturgiewissenschaft der Universität Bonn.
Er promovierte 2005 zum Dr. theol. an der Katholisch-Theologischen Fakultät der Universität Bonn mit dem Prädikat summa cum laude und der Auszeichnung seiner Dissertation mit dem Promotionspreis Religion und Ethik des Interdisziplinären Forums Religion (IFR) der Universität Erfurt. Von 2005 bis 2006 hatte er einen Lehrauftrag an der Universität Siegen. Von 2006 bis 2013 war er Akademischer Rat am Lehrstuhl für Dogmatik und Liturgiewissenschaft an der Albert-Ludwigs-Universität Freiburg.
Von 2009 bis 2010 machte Wahle eine zertifizierte hochschuldidaktische Weiterbildung für Habilitanden und Doktoranden der Katholischen Theologie, Theologie lehren lernen (Fakultätentag / DBK). Ab 2013 war er Akademischer Oberrat am Lehrstuhl für Dogmatik und Liturgiewissenschaft an der Albert-Ludwigs-Universität Freiburg. Nach seiner Habilitation 2014 zum Dr. theol. habil. und Verleihung der Lehrbefugnis für das Fachgebiet Liturgiewissenschaft wurde er zum Privatdozenten ernannt. 2016 wurde seine  Habilitationsschrift Das Fest der Menschwerdung. Weihnachten in Glaube, Kultur und Gesellschaft mit dem Balthasar-Fischer-Preis 2016 durch das Deutsche Liturgische Institut ausgezeichnet.
Wahle leitete er seit 2016 die Arbeitsstelle Liturgie, Musik und Kultur am Lehrstuhl für Dogmatik und Liturgiewissenschaft an der Albert-Ludwigs-Universität Freiburg. 2017 wurde er zum außerplanmäßigen Professor der Albert-Ludwigs-Universität in Freiburg ernannt. Von 2018 bis 2021 war Wahle Gastprofessor für Liturgiewissenschaft an der Université de Fribourg / Universität Freiburg im Üechtland, vom Wintersemester 2018/19 bis zum Sommersemester 2019 Lehrstuhlvertreter für Liturgiewissenschaft an der Eberhard-Karls-Universität Tübingen. Seit dem Wintersemester 2022/23 vertrat er den Lehrstuhl für Liturgiewissenschaft an der Theologischen Fakultät Paderborn, im Dezember 2023 wurde er dort  Lehrstuhlinhaber.

## Publikationen (Auswahl)
- Gottes-Gedenken. Untersuchungen zum anamnetischen Gehalt christlicher und jüdischer Liturgie. Tyrolia, Innsbruck 2006.
- Helmut Hoping, Benedikt Kranemann und Norbert Weidinger: Heil erfahren in den Sakramenten. Herder, Freiburg-Basel-Wien 2009.
- Zum neuen Leben geboren. Die Feier des Christwerdens und der Versöhnung. Deutsches Liturgisches Institut, Trier 2012.
- Das Fest der Menschwerdung. Weihnachten in Glaube, Kultur und Gesellschaft. Herder, Freiburg-Basel-Wien 2015.
- Die stillste Nacht. Das Fest der Geburt Jesu von den Anfängen bis heute. Herder, Freiburg-Basel-Wien 2018.
- mit Meinrad Walter: Im Klangraum der Messe. Wie Musik und Glaube sich inspirieren. Freiburg i. Br.: Herder 2021.
- mit Stefan Kopp: Nicht wie Außenstehende und stumme Zuschauer. Liturgie – Identität – Partizipation (Kirche in Zeiten der Veränderung 7). Freiburg i. Br.: Herder 2021.
- mit Helmut Hoping, Meinrad Walter: GottesKlänge. Religion und Sprache in der Musik. Freiburg i. Br.: Herder 2021.